# Juan Ubaldo Carrea
Juan Ubaldo Carrea (Buenos Aires, Argentina, 6 de mayo de 1883-ídem, 14 de abril de 1956) fue un odontólogo y docente que se especializó en el estudio de la ortodoncia. Obtuvo sus diplomas de maestro normal en 1903, de dentista en 1908 y de doctor en Odontología en 1920. Fue profesor universitario y miembro de sociedades científicas de diversos países del mundo.

## Actividad docente
En la Escuela de Odontología de la Facultad de Medicina de la Universidad de Buenos Aires, fue profesor suplente de Prótesis Dental entre 1915 y 1920; en este último año es nombrado Profesor titular de Técnica de Prótesis Dental hasta 1922.
Entre 1927 y 1930 fue Consejero de la Facultad de Ciencias Médicas de Buenos Aires, representando a la Escuela de Odontología, y de 1928 hasta 1930, delegado consejero de la Facultad de Ciencias Médicas de Buenos Aires y en el Consejo Superior del Instituto Libre de Segunda Enseñanza del que fue Vicepresidente.
De 1926 a 1928 es designado encargado del Curso de Odontología Legal, una materia del doctorado en odontología que había sido creado el 21 de mayo de 1920 a partir de un proyecto del Dr. Francisco Imaz.
En mayo de 1932 fue nombrado Profesor titular de la recién fundada cátedra de Ortodoncia, con lo cual se inicia la enseñanza de esa disciplina en el país.hastasu renuncia el 15 de noviembre de 1946.
También fue profesor titular de Odontología Legal e Historia de la Odontología desde 1933

## Labor científica
Carrea profundizó en el estudio de la métrica como método investigativo. Amplió y perfeccionó la clasificación de las anomalías dentarias para lo cual además de utilizar el plano sagital y el horizontal de Frankfurt, agregó tres planos propios: el plano facial glabelomentoniano, el plano ormafrón molar y el plano dento-oclusal.
Fue uno de los primeros del mundo en emplear las radiografías laterales de cráneo en el diagnóstico ortodóncico. En 1922 presentó su análisis cefalométrico y al año siguiente publicó su trabajo Perfil delineado, para la obtención de telerradiografías con el doble perfil, distinguiendo las partes blandas de las óseas. Para lo cual utilizaba un alambre de plomo que ajustaba en la cara del paciente, siguiendo el plano sagital. Usó su cefalograma para crear una completa clasificación de anomalías de los maxilares.
También fue un estudioso de la Antropología. A él se debe la descripción del punto ormafrón, que sentó pautas en el diagnóstico clínico de su época. En el año 1924 fue publicada su Técnica a Perfil Delineado, en la Semaine Dentaire, en París. Esta técnica, y sus trabajos de planimetría, lo convierten en el autor del primer Cefalograma mostrándolo como precursor de las actuales cefalometrías de ortodoncia.
En 1920, en sus Ensayos odontométricos ya afirmaba que los dientes guardan sus relaciones precisas, en el niño, en el adulto y en el anciano. El cálculo de la talla a partir de las dimensiones de los dientes, basado en la proporcionalidad de aquellos con la altura del individuo, permitió a Carrea establecer la talla humana con fundamentos científicos, después de estudiar, medir y comparar cientos de cráneos.
En sus estudios, se basó en los diámetros mesodistales de un incisivo central, un incisivo lateral y un canino inferior. Estas mediciones son útiles en antropología forense para la identificación de restos humanos.
Uno de sus hallazgos lo dio a conocer en 1937 sobre identificación humana por las rugas palatinas –que tienen una forma diferente para cada ser humano-para lo cual ideó un sistema de clasificación y notación. También investigó sobre el concepto de normalidad facial y sobre el canon de belleza.

## Actividad en instituciones
El 16 de junio de 1933 propició la fundación de la Sociedad Argentina de Ortodoncia, que se concretó el 28 de diciembre del mismo año, fue su primer presidente y llegó a ser el primer presidente honorario y Presidente de su Tribunal de Honor y Miembro del Cuerpo Asesor de Ortodoncia
También fue uno de los fundadores de la Federación Odontológica Argentina (FOA), y su Presidente por seis períodos. Intervino activamente en la Federación Odontológica Latinoamericana, llegando a ser su presidente.
Carrea fue miembro honorario de Instituciones de Bolivia, Brasil, Chile, Colombia, Costa Rica, Cuba, España, Estados Unidos, Guatemala, México, Perú, Puerto Rico, y Venezuela.
Dejó publicados más de 200 trabajos. siendo sus temas preferidos los de Ortodoncia pura y los institucionales.

## Premios y reconocimientos
La Federación Dental Internacional el concedió el 5 de agosto de 1946 el Premio Internacional Miller.
Falleció en Buenos Aires el 14 de abril de 1956.